# Corona 53
Corona 53 – amerykański satelita rozpoznawczy. Był siódmym statkiem serii Keyhole-5 ARGON tajnego programu CORONA. Jego zadaniem miało być wykonanie wywiadowczych zdjęć Ziemi. Była to druga udana misja tej serii. Kapsułę z filmami zdeorbitowano po ponad czterech dniach misji. W wyniku uszkodzenia migawki, 50% materiału filmowego było puste.

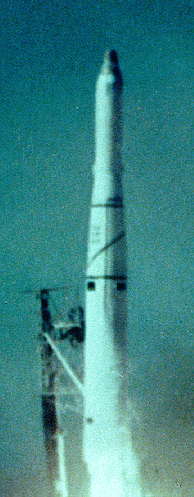
Start rakiety Thor Agena B z satelitą Corona 53

Udane misje serii KH-5 wykonały łącznie 38 578 zdjęć na prawie 6859 metrach taśmy filmowej.

## Ładunek
- Aparat fotograficzny o ogniskowej 76 mm (rozdzielczość przy powierzchni Ziemi około 140 m; obejmowany obszar 556 x 556 km)
- Pomiary promieniowania kosmicznego za pomocą emulsji czułych na promieniowanie jądrowe
- Eksperyment „Omni” z detektorami na ciało stałe
- Spektrometr elektronów przyspieszanych w polu magnetycznym